# Katya Zamolodchikova
Yekaterina Petrovna Zamolodchikova (Boston; 1 de mayo de 1982) (del ruso: Екатерина Петровна Замолодчикова), también conocida como Katya (Катя) o Katya Zamolodchikova, es el personaje drag de Brian Joseph McCook, una drag queen, comediante, actriz y celebridad de internet estadounidense.
Katya es conocida por competir en la séptima temporada de RuPaul's Drag Race, durante la cual terminó en quinta posición, además de ganar el título de Miss Simpatía. Posteriormente, fue finalista en la segunda edición de RuPaul's Drag Race: All Stars.
Junto con Trixie Mattel, concursante también de RuPaul's Drag Race, presenta el programa UNHhhh, una serie web del canal de YouTube de World of Wonder, con más de 52 millones de vistas a julio de 2020. En 2017 y 2018, fue coanfitriona de The Trixie & Katya Show en Viceland.

## Biografía
Nació en Marlborough, Massachusetts. McCook se graduó en el Instituto Marlborough y acudió a la Universidad de Massachusetts de Arte y Diseño, donde estudió performance en el programa de Estudio para Medios de Comunicación Interrelacionados (SIM), donde se interesó en el mundo drag. Es el mediano de tres hermanos. Es de ascendencia irlandesa y fue criado como católico.
McCook creó el personaje ruso Yekaterina Petrovna Zamolodchikova en 2006, combinando nombres rusos y el de su gimnasta favorita, Elena Zamolodchikova. Cuándo creó su personaje, McCook declaró que se inspiró en "comediantes femeninas y mujeres interesantes, graciosas como Tracy Ullman, Maria Bamford [y] Amy Sedaris."
Su personaje ruso también está inspirado en un profesor que tuvo mientras estudiaba Arte y Diseño. En el primer episodio de su temporada de RuPaul's Drag Race, McCook afirmó que este profesor "nunca salía de casa sin maquillarse y con tacones de 15 centímetros". Desde entonces, McCook tomó clases de ruso y perfeccionó el acento utilizando una cinta de casete.
Katya también presentó un espectáculo drag llamado "Perestroika" en el Jacques Cabaret.

## Carrera

### RuPaul's Drag Race
Katya audicionó para RuPaul's Drag Race cuatro veces antes de ser escogida para participar en la temporada 7.
Ganó dos retos, en los episodios seis y diez, aun así, fue eliminada en el episodio 11. La decisión para eliminarle fue polémica entre los seguidores del programa. Durante el capítulo de reencuentro, fue votada Miss Simpatía por los telespectadores.
El 17 de junio de 2016, fue anunciada como una de las concursantes de la segunda temporada de RuPaul's Drag Race: All Stars. Junto con Detox, alcanzó el puesto de subcampeona.

### Otros proyectos

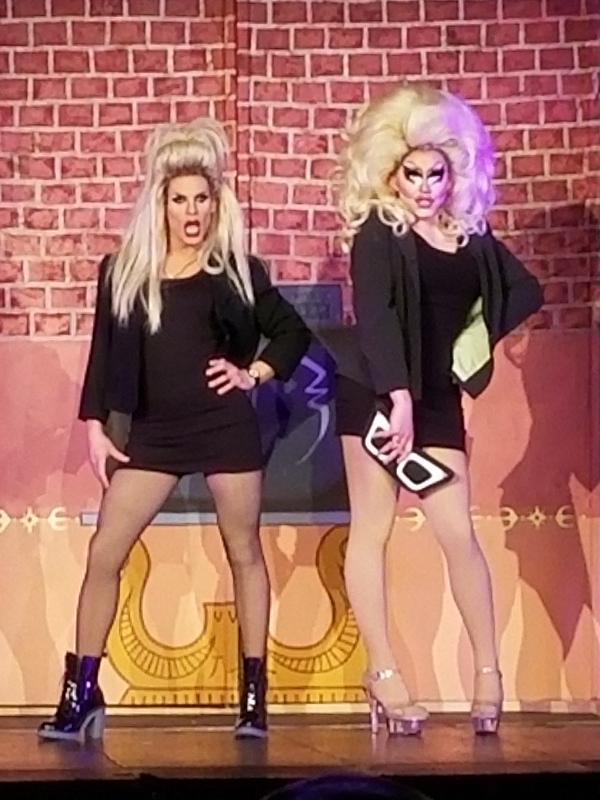
Katya y Trixie Mattel

Katya regularmente actúa en Boston en varios clubes nocturnos gays. Usualmente interpreta canciones populares rusas de artistas y bandas, Alla Pugacheva, t.A.T.u. o Glukoza.
Katya ha actuado en varias ciudades alrededor del mundo, visitando Brasil, Perú o Australia junto con otras drag queens como Trixie Mattel y Willam Belli.
Katya ha creado varias series web en su canal de YouTube, "welovekatya", incluyendo RuGRETs, RuFLECTIONS, Drag 101, y Irregardlessly Trish, el último del cual es sobre una peluquera bostoniana que vive en un contenedor de basura. Katya improvisa sus actuaciones y también escribe sus papeles junto a Avi Paul Weinstein.
En noviembre de 2015, Katya apareció en el álbum Christmas Queens, cantando una versión de la canción "12 Días de Navidad".
Katya tiene un programa en el canal de YouTube de World of Wonder, que presenta junto a Trixie Mattel llamó UNHhhh, el cual debutó en marzo de 2016. El 21 de agosto de 2017 se anunció que Katya y Trixie tendrá su propio programa en Viceland, titulado El Show de Trixie y Katya, estrenado el 15 de noviembre de 2017.
El 14 de julio de 2020, Katya y Trixie Mattel lanzaron su primer libro, titulado Trixie and Katya's Guide to Modern Womanhood. El libro, publicado por Plume Books, alcanzó el segundo puesto de la lista de best sellers del New York Times en su primera semana a la venta.

## Filmografía

### Televisión
| Año  | Título                                 | Papel          | Notas                                           | Ref..  |
| ---- | -------------------------------------- | -------------- | ----------------------------------------------- | ------ |
| 2015 | RuPaul's Drag Race                     | Él y Katya     | Temporada 7– puesto 5.º, Miss Simpatía          | [ 17 ] |
| 2016 | RuPaul's Drag Race                     | Katya          | Temporada 8, Episodio 10: "Grand Finale"        | [ 18 ] |
| 2016 | Gay for Play Game Show Starring RuPaul | Él (panelista) | Temporada 1, Episodio 2: "Featuring Amber Rose" | [ 19 ] |
| 2016 | RuPaul's Drag Race: All Stars          | Él y Katya     | Temporada 2 - Subcampeón                        | [ 20 ] |
| 2017 | Playing House                          | Katya          | Temporada 3, Episodio 8: "Reverse the Curse"    |        |
| 2017 | El Show de Trixie y Katya              | Él y Katya     | Anfitrión                                       |        |
| 2020 | AJ and the Queen                       | Magda          | Temporada 1 (un episodio)                       | [ 21 ] |
| 2020 | Love, Victor                           | Katya          | Temporada 1, Episodio 8: "Boys' Trip"           | [ 22 ] |

### Series web
| Año           | Título                           | Papel | Notas                                                                      | Ref..  |
| ------------- | -------------------------------- | ----- | -------------------------------------------------------------------------- | ------ |
| 2015          | Untucked                         | Katya | Detrás de cámaras de RuPaul's Drag Race                                    | [ 23 ] |
| 2015          | RuFLECTIONS                      | Katya | Narrando su paso por la séptima temporada de RuPaul's Drag Race            | [ 24 ] |
| 2015          | RuGRETS                          | Katya | Narrando su paso por la séptima temporada de RuPaul's Drag Race            | [ 25 ] |
| 2015          | Irregardlessly Trish             | Trish |                                                                            | [ 26 ] |
| 2016          | I'm Not a Doctor, with Dr. Katya | Katya | Producido por World of Wonder                                              | [ 27 ] |
| 2016          | Drag 101                         | Katya |                                                                            | [ 28 ] |
| 2016          | Total RuCall                     | Katya | Narrando su paso por la segunda temporada de RuPaul's Drag Race: All Stars | [ 29 ] |
| 2016-presente | UNHhhh                           | Katya | Producido por World of Wonder, con Trixie Mattel                           |        |

### Películas
| Año  | Título                                    | Papel      | Notas        | Ref..  |
| ---- | ----------------------------------------- | ---------- | ------------ | ------ |
| 2016 | Redmond Hand Private Dick                 | Informante | Cortometraje | [ 30 ] |
| 2017 | Sebastian                                 | Xenia      |              | [ 31 ] |
| 2018 | Hurricane Bianca 2: From Russia with Hate | Katya      |              |        |

## Discografía

### EP
| Título          | Detalles | Ref..  |
| --------------- | --- | ------ |
| Vampire Fitness | - Fecha: 13 de noviembre de 2020 - Discográfica: Producer Entertainment Group - Formatos: CD, vinilo, descarga digital, streaming | [ 32 ] |

### Sencillo
| Título                                          | Año  | Álbum           | Ref..  |
| ----------------------------------------------- | ---- | --------------- | ------ |
| "Come in Brazil" (featuring Alaska Thunderfuck) | 2020 | Vampire Fitness | [ 32 ] |

### Colaboraciones
| Título                                | Año  | Otro artista(s)                          | Álbum                         | Ref..  |
| ------------------------------------- | ---- | ---------------------------------------- | ----------------------------- | ------ |
| "Drag U"                              | 2015 | RuPaul                                   | RuPaul Presents: CoverGurlz 2 | [ 33 ] |
| "12 Days of Christmas"                | 2015 | Otras concursantes de RuPaul's Drag Race | Christmas Queens              | [ 34 ] |
| "Read U Wrote U"                      | 2016 | RuPaul, Katya, Alaska & Detox            |                               | [ 35 ] |
| "Bossa Nova Christmas in Outer Space" | 2016 | Jackie Beat                              | Christmas Queens 2            | [ 36 ] |
| "The Night Before Contact"            | 2017 | Trixie Mattel                            | Homemade Christmas            |        |

## Curiosidades
El 23 de febrero de 2020, mientras ocurría el Estallido social de Chile, comenzó a circular una publicación de Facebook donde se acusaba a Katya Zamolodchikova de ser "agente rusa" infiltrada en el país en el contexto de las movilizaciones para proporcionar información "a comandos de izquierda para propiciar un golpe", y que había sido detenida por la Policía de Investigaciones de Chile. En la misma publicación se compartieron fotos de Katya. Días después, el 26 de febrero de 2020, el diario chileno El Mercurio salió a desmentir la publicación, indicando de que lo señalado jamás ocurrió y que las fotos correspondían precisamente de la transformista estadounidense. Meses después, cuando la noticia fue compartida por medios internacionales, Katya en su Twitter señaló con humor "Nunca más una p*** rusa".